# Signe Johansson-Engdahl

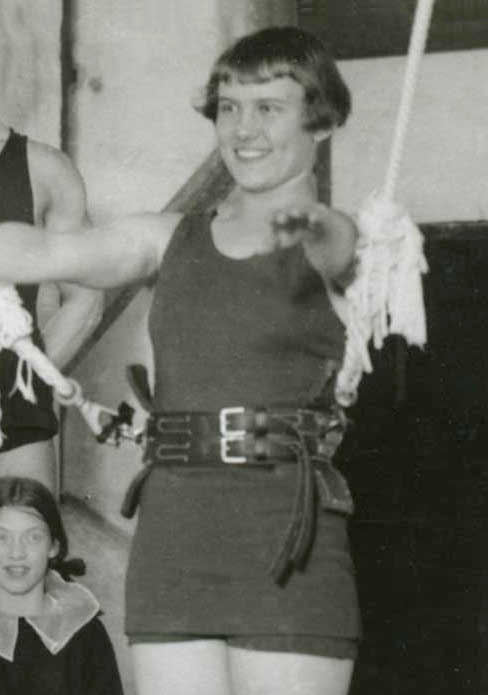
Signe Johansson-Engdahl

Signe Dagmar Charlotta Johansson-Engdahl (* 27. Mai 1905 in Stockholm; † 9. Mai 2010 ebenda) war eine schwedische Wasserspringerin, die an den Olympischen Sommerspielen 1924 in Paris teilnahm. Dort belegte sie den fünften Platz am 3-Meter-Brett.
Signe Johansson-Engdahl war mit dem olympischen Bronze- und Silbermedaillen-Gewinner Nils Engdahl verheiratet.